# 416 a. C.
El año 416 a. C. fue un año del calendario romano prejuliano. En el Imperio romano se conocía como el Año del Tribunado de Atratino, Ambusto, Mugilano y Rutilo (o menos frecuentemente, año 338 Ab urbe condita). 

## Acontecimientos
- Los atenienses destruyen Melos, isla de las Cícladas.
- Segesta, ciudad de Sicilia occidental, en guerra con la ciudad de Selinunte, aliada de Siracusa, acude a Atenas por ayuda.
- Bizancio y Calcedonia se unen en una expedición contra Bitinia.

- Datos: Q232800